# Tibor Andrásfi
Tibor Andrásfi (Budapest, 10 de diciembre de 1999) es un deportista húngaro que compite en esgrima, especialista en la modalidad de espada.
Participó en los Juegos Olímpicos de París 2024, obteniendo una medalla de oro en la prueba por equipos (junto con Máté Koch, Gergely Siklósi y Dávid Nagy).
Ganó una medalla de plata en el Campeonato Mundial de Esgrima de 2025 y una medalla de bronce en el Campeonato Europeo de Esgrima de 2024. En los Juegos Europeos de Cracovia 2023 consiguió una medalla de oro en la prueba por equipos.

## Palmarés internacional
| Juegos Olímpicos   | Juegos Olímpicos   | Juegos Olímpicos  | Juegos Olímpicos   |
| Año                | Lugar              | Medalla           | Prueba             |
| ------------------ | ------------------ | ----------------- | ------------------ |
| 2024               | París (Francia)    | Medalla de oro    | Espada por equipos |
| Campeonato Mundial |                    |                   |                    |
| Año                | Lugar              | Medalla           | Prueba             |
| 2025               | Tiflis (Georgia)   | Medalla de plata  | Espada por equipos |
| Juegos Europeos    |                    |                   |                    |
| Año                | Lugar              | Medalla           | Prueba             |
| 2023               | Cracovia (Polonia) | Medalla de oro    | Espada por equipos |
| Campeonato Europeo |                    |                   |                    |
| Año                | Lugar              | Medalla           | Prueba             |
| 2024               | Basilea (Suiza)    | Medalla de bronce | Espada individual  |